# 欧米尔·阿西克
欧米尔·阿西克（土耳其语：Ömer Aşık，1986年7月4日—）出生于土耳其的布尔萨，是一位居住在美国的职业篮球运动员，现效力于美國職業籃球聯賽，司职中鋒。阿西克身高2米16，19岁时就被欧洲篮球联赛的一支球队看中，自2005年起就开始为土耳其篮球联赛的一家球队效力。在2008-2009赛季，阿西克退出了这家土耳其俱乐部；在2008年NBA选秀中，波特兰开拓者以第二轮第36位选中阿西克。2010年7月，阿西克作为土耳其国家男子篮球队的首发中锋，在2010年世界篮球锦标赛中帮助国家队获得了一枚银牌。

## 国家队

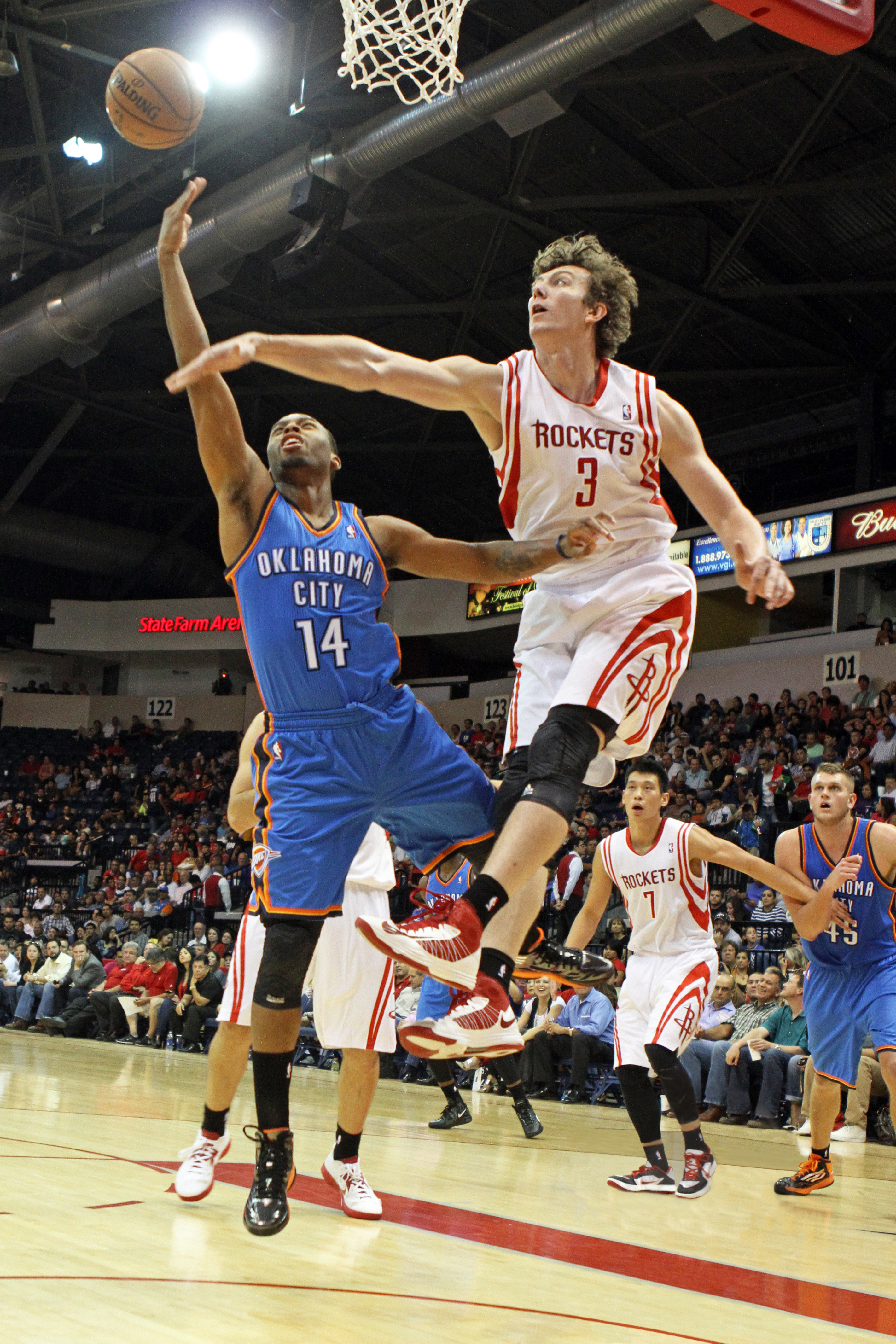
阿西克在对阵俄克拉何马城雷霆的比赛中试图封盖对手。

2006年，阿西克代表土耳其出战U20欧洲篮球冠军赛，这是他首次为国家队效力。在球队中，阿西克仅是一名角色球员，场均拿到2.0分和2.6个篮板球。2010年，阿西克代表土耳其国家男子篮球队出战2010年世界篮球锦标赛，并帮助球队获得了一枚银牌，在这次的赛事中，阿西克在球队中扮演了重要角色，场均拿到8.9分和6.9个篮板球。在决赛中，土耳其国家队以64比81的比分输给了美国国家队，位居第二。在对战中国国家队的比赛中，阿西克拿到了个人赛事最高的17分，帮助土耳其战胜中国。

## NBA职业生涯

### 芝加哥公牛队（2010年-2012年）
在2008年NBA选秀中，波特兰开拓者以第二轮第36位选中阿西克；选秀结束后开拓者队便在一个涉及三支球队的交易中将阿西克送到芝加哥公牛队。2010年7月13日，阿西克正式与芝加哥公牛队签约。2010年10月27日，在客场对战俄克拉何马城雷霆的比赛中，阿西克首次代表芝加哥公牛出场比赛。随着赛季接近尾声，阿西克也赢得了更多的出场时间。但在当季的季后赛中，阿西克的左腓骨断裂，之后的比赛中他未能上场。
在2011年NBA季后赛后半段的比赛中，阿西克左腓骨痊愈。在2012年NBA季后赛中，阿西克先是替补出场两场比赛，但其队友乔金·诺阿在对阵费城76人的比赛中意外受伤， 这也让阿西克成为了球队的首发中锋。在与费城76人的季后赛第六场比赛中，阿西克在最后的关键一分钟里两罚全失，球队也输掉了比赛。

### 休士顿火箭队（2012-2014年）
2012年7月20日，阿西克接受了休士頓火箭队3年2510万美元的报价，而公牛队并没有匹配火箭队的报价，之后阿西克正式加盟休斯顿火箭。
2012年11月2日，火箭戰勝亞特蘭大老鷹，阿西克取得了職業生涯新高的19個籃板，其中包括9個進攻籃板。 2012年12月10日，在敗於聖安東尼奧馬刺隊，他取得了職業生涯新高的21個籃板球。
2013年4月2日在戰勝奧蘭多魔術隊，阿西克只打前3節就繳出22分、18籃板和2助攻的雙十成績，命中率更高達84.6%。
來到火箭後，阿西克挾著自身的優勢，成功扮演火箭禁區門神，平均每場可搶下11.6籃板，僅次於湖人「超人」德懷特·霍華德（Dwight Howard）的12.7籃板。
2013年5月2日休士頓火箭隊作客雷霆主場，進行季後賽系列戰第5戰，此役火箭整場火力全開，一路壓著雷霆打，終場就以7分差贏得勝利。本戰無計可施的雷霆，在關鍵第4節剩下5分51秒連續對火箭「大白柱」阿西克，使出7次「駭克戰術」，結果12罰8中。他全場18罰13中，更創下本季罰球數的新高，命中率也來到72.2%，穩定火箭領先優勢，反而幫助阿西克創下罰球紀錄。阿西克禁區的牽制能力，拿下21分11籃板的雙十演出，成功策動火箭整體進攻節奏，幫助火箭打出漂亮的攻勢。

### 新奥尔良鵜鶘（2014年-2018年）
2014年，阿西克加盟鵜鶘。坐镇禁区的他，协助陣中王牌AD大杀四方，作用等同於上季开拓者的Robin Lopez，也帮助鵜鶘以分區冠军之姿比下雷霆搶下西區第8名，晋级季后赛。
2016年季中，鵜鶘因從沙加緬度國王隊交易來聯盟頂級中鋒表弟德馬庫斯·考辛斯,原本因傷勢以及近代球風轉變逐漸掉出主力陣容，更因此交易案後疊出主力替補輪換名單，2017年賽季甚至長時間被冰在板凳區。

### 重返芝加哥公牛隊（2018年）
2018年，阿西克與尼爾森跟艾倫被交易至芝加哥公牛。

## 生涯数据统计

### 常规赛
| 賽季    | 球隊       | GP  | GS  | MPG  | FG%  | 3P%  | FT%  | RPG  | APG | SPG | BPG | PPG  |
| ------- | ---------- | --- | --- | ---- | ---- | ---- | ---- | ---- | --- | --- | --- | ---- |
| 2010–11 | 芝加哥公牛 | 82  | 0   | 12.1 | .553 | .000 | .500 | 3.7  | .4  | .2  | .7  | 2.8  |
| 2011–12 | 芝加哥公牛 | 66  | 2   | 14.7 | .506 | .000 | .456 | 5.3  | .5  | .5  | 1.0 | 3.1  |
| 2012–13 | 休士頓火箭 | 82  | 82  | 30.0 | .541 | .000 | .562 | 11.7 | .9  | .6  | 1.1 | 10.1 |
| 2013–14 | 休士頓火箭 | 48  | 19  | 20.2 | .532 | .000 | .619 | 7.9  | .5  | .3  | .8  | 5.8  |
| 2014–15 | 紐奧良鵜鶘 | 76  | 76  | 26.1 | .517 | .000 | .582 | 9.8  | .9  | .4  | .7  | 7.3  |
| 2015–16 | 紐奧良鵜鶘 | 68  | 64  | 17.3 | .533 | .000 | .545 | 6.1  | .4  | .3  | .3  | 4.0  |
| 2016–17 | 紐奧良鵜鶘 | 31  | 19  | 15.5 | .477 | .000 | .590 | 5.3  | .5  | .2  | .3  | 2.7  |
| 生涯    | 生涯       | 453 | 262 | 19.9 | .529 | .000 | .554 | 7.3  | .6  | .4  | .7  | 5.4  |

### 季后赛
| 賽季 | 球隊       | GP | GS | MPG  | FG%  | 3P%  | FT%   | RPG  | APG | SPG | BPG | PPG  |
| ---- | ---------- | -- | -- | ---- | ---- | ---- | ----- | ---- | --- | --- | --- | ---- |
| 2011 | 芝加哥公牛 | 15 | 0  | 9.9  | .462 | .000 | .300  | 2.1  | .1  | .1  | .5  | 1.0  |
| 2012 | 芝加哥公牛 | 6  | 3  | 21.3 | .500 | .000 | .353  | 4.7  | 1.2 | .2  | 1.7 | 3.3  |
| 2013 | 休士頓火箭 | 6  | 6  | 34.7 | .564 | .000 | .638  | 11.2 | .5  | .5  | 1.7 | 12.3 |
| 2014 | 休士頓火箭 | 6  | 4  | 27.2 | .485 | .000 | 1.000 | 8.2  | .7  | .5  | .7  | 5.8  |
| 2015 | 紐奧良鵜鶘 | 4  | 4  | 19.8 | .200 | .000 | .571  | 7.3  | 1.5 | 1.3 | .0  | 2.0  |
| 生涯 | 生涯       | 37 | 17 | 19.6 | .486 | .000 | .548  | 5.5  | .6  | .4  | .9  | 4.1  |